# Francisco Ugarte (Fußballspieler, 1959)
Francisco Jorge Ugarte Hidalgo (* 21. März 1959 in Mendoza) ist ein ehemaliger argentinisch-chilenischer Fußballspieler und -trainer. Der auch unter dem Spitznamen Condorito bekannte Mittelfeldspieler absolvierte sechs Länderspiele für Chile.

## Karriere

### Verein
Der in Argentinien geborene Francisco Ugarte debütierte bei Unión La Calera 1978. Er spielte für verschiedene chilenische Vereine, unter anderem für den CD Cobreloa, mit dem er 1985 chilenischer Meister wurde. 1988 ging Ugarte nach Europa zum belgischen Klub RSC Charleroi, wo er zwei Saisons gemeinsam mit seinem Schwager Osvaldo Hurtado Galleguillos spielte. 1990/91 spielte Ugarte eine Saison beim griechischen Verein PAS Ioannina  und kam danach wieder nach Chile zurück. Im Jahr 2000 beendete er seine aktive Karriere bei Unión Española.

### Nationalmannschaft
Für die chilenische Nationalmannschaft spielte Francisco Ugarte erstmals im Dezember 1987 beim Freundschaftsspiel gegen Brasilien, als er in der 59. Spielminute für Manuel Pedreros eingewechselt wurde. Insgesamt absolvierte er sechs Länderspiele, das letzte im Juni 1988 gegen die USA.

### Trainer
Francisco Ugarte wurde bei seiner letzten aktiven Station bei Unión Española Trainer des Klubs, bei dem er bis 2003 blieb. 2004 emigrierte er in die USA, trainierte erst Atlanta Fire United für fünf Jahre und wechselte dann zum Verband Norcross Soccer Association, für den er als Direktor und Jugendtrainer tätig war. Im April 2022 wurde Ugarte Co-Trainer von Miguel Ponce bei den Santiago Wanderers. Im November 2022 wurde Ponce Trainer von Deportes Iquique und Ugarte wurde wieder sein Co-Trainer.

## Erfolge
CD Cobreloa
- Chilenischer Meister: 1985